# Julien Bouanich
Pour les articles homonymes, voir Bouanich.
 (novembre 2024).
- Si vous ne connaissez pas le sujet, laissez ce bandeau (vous pouvez alors contacter les auteurs).
- Si vous supprimez le contenu mis en cause (vous pouvez préalablement contacter les auteurs),

argumentez précisément cette suppression dans la page de discussion
(un manque de référence n'est pas un argument ; une recherche réelle de référence doit avoir été effectuée, être formellement documentée).
Julien Bouanich est un acteur français né en 1987.
Il est notamment connu pour son rôle dans la série Ainsi soient-ils.

## Biographie
Fils de l'acteur Jacques Bouanich, Julien Bouanich est formé à l'école Claude Mathieu puis au Conservatoire national supérieur d'art dramatique.
Il a été remarqué durant les trois saisons de la série télévisée Ainsi soient-ils dans le rôle du séminariste Yann Le Megueur. Il joue aussi dans diverses pièces de théâtre.

## Théâtre
- 1996-1999 : Le Petit Prince d’Antoine de Saint-Exupéry, mise en scène de Jacques Ardouin, Théâtre du Gymnase, Paris, puis tournée
- 2005 : Son parfum d'avalanche de Dominique Paquet, mise en scène de Patrick Simon, Festival d'Avignon, Festival d’été du Théâtre 14
- 2006 : L'Orchestre de Jean Anouilh, mise en scène de Camille de la Guillonière
- 2009 : Les Fragments d'un discours amoureux d’après Roland Barthes, mise en scène de Julie Duclos
- 2011 : Cérémonies de Dominique Paquet, mise en scène de Patrick Simon, Festival d'Avignon, Théâtre de la Manufacture des Abbesses, Paris[3]
- 2012 : Le Théâtre ambulant Chopalovitch de Ljubomir Simović, mise en scène de Camille de la Guillonière
- 2012 : Que la noce commence d’après Horațiu Mălăele, mise en scène de Didier Bezace, Théâtre de la Commune, Aubervilliers[4],[5]
- 2013 : Bérénice de Jean Racine, mise en scène de Yannik Landrein
- 2014 : Innommables 3 : On dit que les chats ont sept vies, performance de Biño Sauitzvy
- 2013- 2015 : Liliom ou la vie et la mort d’un vaurien de Ferenc Molnár, mise en scène de Jean Bellorini, Printemps des Comédiens, Théâtre Gérard-Philipe, Théâtre de l'Odéon
- 2015 : Un chien dans la tête de Stéphane Jaubertie, mise en scène d'Olivier Letellier
- 2015 : Pendant que les champs brûlent du Jackie Pall Theater Group
- 2016 : 2061, de aquì vemos la tierra du Jackie Pall Theater Group (à Santiago du Chili)
- 2016 : Le Bal de Cosme Castro et Jeanne Frenkel (La Comète)
- 2019 : La dame de chez Maxim de Georges Feydeau, mise en scène Camille de La Guillonnière
- 2019 : Un furieux désir de bonheur de Catherine Verlaguet, mise en scène Olivier Letellier, chorégraphie Sylvère Lamotte
- 2022 : 137 évanouissements intégrale Tchekhov mise en scène par Christian Benedetti
- 2024 : Antigone de Sophocle mise en scène Camille de La Guillonnière

## Filmographie

### Cinéma

#### Longs métrages
- 2008 : Les Hauts Murs de Christian Faure : Fil de Fer
- 2008 : L'Armée du Crime de Robert Guédiguian : Saas
- 2009 : La Première Étoile de Lucien Jean-Baptiste : Copain de Juliette
- 2011 : Un été brûlant de Philippe Garrel : Un soldat
- 2011 : La Ligne blanche d'Olivier Torres : Sylvain
- 2016 : Submergence de Wim Wenders : Jonas
- 2018 : La Belle et la Belle, de Sophie Fillières : Ludo

#### Courts métrages
- 2007 : Candy Boy de Pascal-Alex Vincent (voix)
- 2008 : L'Autre Monde de Romain Delange
- 2010 : Monsieur l'Abbé de Blandine Lenoir
- 2011 : La vraie vie d'Yves Osmu
- 2012 : Qui ne saute pas de François Desagnat, Talents Adami 2012
- 2012 : Le dernier homme d'Axel Courtière
- 2016 : À demi-mots de Tom Gallat
- 2020 : Mal Caduc de Jules Follet

### Télévision
- 1995 : Rocca (série télévisée) épisode Coup de cœur : Nicolas Rousseau
- 1996 : Mon père avait raison de Roger Vadim : Maurice, enfant
- 1997 : Mars ou la terre de Bertrand Arthuys : Romain
- 1997 : Une femme d'action de Didier Albert : Louis
- 1999 : Sapajou contre Sapajou d’Élisabeth Rappeneau : Tom
- 2000 : La banquise de Pierre Lary : Henri enfant
- 2001 : Gardiens de la mer de Christiane Lehérissey : Gwenn
- 2005 : Lucas Ferré: Le plaisir du mal de Marc Angelo : Gilles Barbier
- 2007 : Section de recherches (série), épisode Camping : Jérémy
- 2012-2015 : Ainsi soient-ils (série en 24 épisodes) de Rodolphe Tissot : Yann Le Megueur
- 2016 : 48 heures épisode L'affaire Bruyas de Vincent de Cointet : Eric Bruyas
- 2017 : Les petits meurtres d'Agatha Christie, épisode Le crime de Noël réalisé par Rodolphe Tissot : Gaston

### Clip
- 2015 : Bleu Sous-Marin de Flavien Berger, réalisé par Jeanne Frenkel et Cosme Castro

## Doublage

### Cinéma

#### Films
- Josh Hutcherson dans (8 films) :
  - Tout va bien ! The Kids Are All Right (2010) : Laser
  - Hunger Games (2012) : Peeta Mellark
  - L'Aube rouge (2012) : Robert Kinter
  - Hunger Games : L'Embrasement (2013) : Peeta Mellark
  - Hunger Games : La Révolte, partie 1 (2014) : Peeta Mellark
  - Hunger Games : La Révolte, partie 2 (2015) : Peeta Mellark
  - The Disaster Artist (2017) : Philip Haldiman
  - The Beekeeper (2024) : Derek Danforth
- Nat Wolff dans (7 films) :
  - Nos étoiles contraires (2014) : Isaac
  - La Face cachée de Margo (2015) : Quentin « Q » Jacobsen
  - Le Nouveau Stagiaire (2015) : Justin
  - Les Insoumis (2016) : Jim Nolan
  - Death Note (2017) : Light Turner
  - Mainstream (2020) : Jake
  - Body Cam (2020) : Danny Holledge
- Harry Melling dans (6 films) :
  - Harry Potter à l'école des sorciers (2001) : Dudley Dursley
  - Harry Potter et la Chambre des secrets (2002) : Dudley Dursley
  - Harry Potter et le Prisonnier d'Azkaban (2004) : Dudley Dursley
  - Harry Potter et l'Ordre du Phénix (2007) : Dudley Dursley
  - Harry Potter et les Reliques de la Mort, partie 1 (2010) : Dudley Dursley
  - The Pale Blue Eye (2022) : Edgar Allan Poe
- Tom Glynn-Carney dans :
  - Dunkerque (2017) : Peter
  - Tolkien (2019) : Christopher Wiseman
  - Le Livre de Clarence (2024) : Decimus
- Jake Lloyd dans :
  - La Course au jouet (1996) : Jamie Langston
  - Star Wars, épisode I : La Menace fantôme (1999) : Anakin Skywalker
- Andrew Garfield dans :
  - The Social Network (2010) : Eduardo Saverin
  - Never Let Me Go (2010) : Tommy
- 1998 : Ma meilleure ennemie : voix additionnelles
- 1998 : Louis & Frank (es) : Louis Jr. (Jason Fuchs)
- 1999 : Stuart Little : Anton Sullivan (Miles Marsico (de))
- 2000 : Ordinary Decent Criminal : Tommy Lynch (Ross Dungan)
- 2000 : Big Mamma : Trent Pierce (Jascha Washington)
- 2002 : Rêve de champion : Jim Morris jeune (Trevor Morgan)
- 2004 : Famille à louer : Brian Valco (Josh Zuckerman)
- 2005 : Amityville : Billy Lutz (Jesse James)
- 2009 : Dragonball Evolution : Son Gokū (Justin Chatwin)
- 2010 : Night and Day : Simon Feck (Paul Dano)
- 2012 : LOL USA : Wen (Adam G. Sevani)
- 2012 : Broken : Rick Buckley (Robert Emms)
- 2013 : Warm Bodies : R (Nicholas Hoult)
- 2013 : Palo Alto : Teddy (Jack Kilmer)
- 2014 : Vampire Academy : Christian Ozera (Dominic Sherwood)
- 2015 : We Are Your Friends : Ollie (Shiloh Fernandez)
- 2016 : Miss Peregrine et les Enfants particuliers : Enoch O'Connor (Finlay MacMillan (de))
- 2017 : Tout l'argent du monde : Giovanni Iocanni (Giuseppe Bonifati)
- 2019 : Glass : Joseph Dunn (Spencer Treat Clark)
- 2020 : Les Phénomènes : Elmar « Électroman » (Tim Oliver Schultz (de))
- 2021 : Free Guy : Jonathan (Jonathan De Azevedo)
- 2023 : My Dear F***ing Prince : Alex Claremont-Diaz (Taylor Zakhar Perez)
- 2023 : Happy Ending (it) : Mink (Martijn Lakemeier)
- 2023 : Locked In : Jamie (Finn Cole)
- 2023 : The Bikeriders : Danny Lyon (Mike Faist)
- 2024 : The Abyss : Simon (Edvin Ryding)
- 2024 : Riposte : Mike (Gabriel Basso)

#### Films d'animation
- 1989[n 1] : La Petite Sirène : Polochon
- 1997 : La Belle et la Bête 2 : Le Noël enchanté : Zip
- 1997 : Le Petit Dinosaure : L'Île mystérieuse : Gobeur
- 1998 : Le Monde magique de la Belle et la Bête : Zip
- 2000 : Le Petit Dinosaure : La Pierre de feu : Petit-Pied
- 2000 : La Petite Sirène 2 : Retour à l'océan : Polochon (enfant)
- 2001 : Jimmy Neutron, un garçon génial : Carl Wheezer
- 2011 : Le Tableau : Gom (création de voix)
- 2023 : Pattie et la Colère de Poséidon : Hermès (création de voix)

#### Court métrage d'animation
- 2001 : La Peur du loup de Lionel Richerand : Cochon rondouillard

### Télévision

#### Téléfilms
- 2021 : Les Malheurs de Ruby : Un nouvel éclat : Louis Clairborne (Richard Harmon)
- 2022 : Les Secrets de mes voisins : Jason Marks (Brad Worch II)

#### Séries télévisées
- Casey Cott dans :
  - Riverdale (2017-2021) : Kevin Keller (1re voix, saisons 1 à 5 - 89 épisodes)
  - New York, unité spéciale (2017) : Lucas Hull (saison 18, épisode 19)
  - Katy Keene (2020) : Kevin Keller (épisode 10)
- Jedidiah Goodacre dans :
  - The Originals (2018) : Roman Müller (6 épisodes)
  - Legacies (2019) : Roman Müller (saison 1, épisodes 14 et 15)
  - Tracker (2025) : Rufus Pruitt (saison 2, épisode 16)
- Gabriel Basso dans :
  - The Big C (2010-2013) : Adam Jamison (40 épisodes)
  - The Night Agent (depuis 2023) : Peter Sutherland
- 2005-2006 : Invasion : Jesse Varon (Evan Peters) (21 épisodes)
- 2006-2011 : Big Love : Ben Henrickson (Douglas Smith) (53 épisodes)
- 2010 : The Gates : Charlie Monohan (Travis Caldwell) (13 épisodes)
- 2011-2012 : Skins : Matthew « Matty » Levan (Sebastian de Souza) (14 épisodes)
- 2013-2015 : Hawaii 5-0 : Ian Wright (Nick Jonas) (3 épisodes)
- 2013-2017 : Reign : Le Destin d'une reine : le prince Francois de Valois (Toby Regbo) (51 épisodes)
- 2016 : Guerre et Paix : Pierre Bézoukhov (Paul Dano) (mini-série)
- 2016-2022 : Animal Kingdom : Joshua « J » Cody (Finn Cole) (75 épisodes)
- 2019 : Harry Bosch : Tom Galligan (Mason Dye) (8 épisodes)
- 2020 : Ratched : le Père Andrews (Hunter Parrish) (saison 1, épisodes 1 et 2)
- 2020 : Filthy Rich : Antonio Rivera (Benjamin Levy Aguilar) (10 épisodes)
- 2021-2024 : Young Royals : le prince Wilhelm (Edvin Ryding) (18 épisodes)
- 2022 : La Nuit où Laurier Gaudreault s'est réveillé : ? (?)
- depuis 2022 : Le Seigneur des anneaux : Les Anneaux de pouvoir : Thondir (Fabian McCallum)
- 2023 : Ahsoka : Ezra Bridger (Eman Esfandi) (mini-série)
- 2024 : Emily in Paris : Marcello Muratori (Eugenio Franceschini)
- 2025 : Apple Cider Vinegar : Hek (Phoenix Raei (en))

#### Séries d'animation
- 1995-2001 : Petit Ours : Petit Ours
- 2000 : Babar : Pom (création de voix, saison 6)
- 2002 : Les Aventures fantastiques du commandant Cousteau : Geronimo (création de voix)
- 2023 : Lance Dur : Agard (création de voix)
- 2024 : Tales of the Empire : Dante (épisode 4) et le père de famille (épisode 6)